# Heimerle + Meule

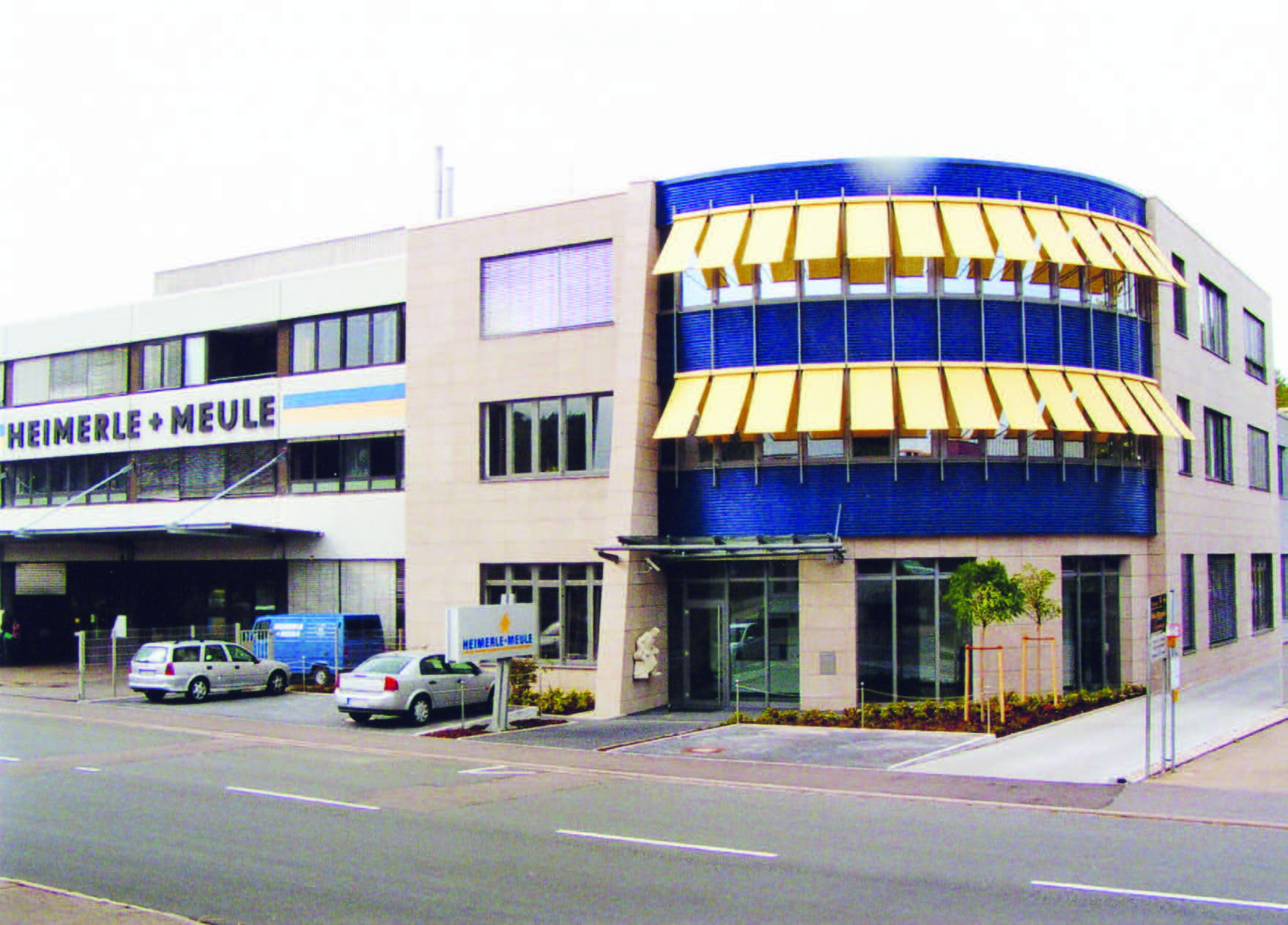
Firmenzentrale Heimerle + Meule

Heimerle + Meule GmbH ist ein 1845 als Gold- und Silberscheideanstalt gegründetes Unternehmen in Pforzheim (Baden-Württemberg). Seit 1960 gehört Heimerle + Meule  zur Lübecker Possehl-Gruppe. 
Seit Mitte 2024 firmiert das Unternehmen unter dem Namen HM Precious Metals und beschäftigt über 1500 Mitarbeiter an Standorten in neun Ländern: Deutschland, Frankreich, Großbritannien, Niederlande, Österreich, Portugal, Spanien, Vereinigte Staaten (USA) und Belgien.
Die Gruppe setzt sich aus der Heimerle + Meule GmbH mit Hauptsitz in Deutschland und einer Zweigniederlassung in Österreich, sowie den Tochtergesellschaften Cooksongold, Weston Beamor, The Commonwealth Mint und Techgrave in Großbritannien, Osborne Coinage in den Vereinigten Staaten, Cookson-CLAL in Frankreich, Royal Dutch Mint, Dutch Value Logistics und Drijfhout in den Niederlanden, Koutadly in Portugal und SEMPSA JP in Spanien, Tools &amp; Dies in Belgien sowie die Reischauer GmbH in Deutschland zusammen.

## Unternehmensgeschichte

### 1845: Gründung
Der Bijouteriefabrikant Julius Dittler gliederte 1845 seiner Firma in der Pforzheimer Sophienstraße 62 (später: Östliche Karl-Friedrich-Straße) zum Eigenbedarf eine Scheiderei an, die 1877 von Carl Sebastian Heimerle und Friedrich Meule übernommen wurde und als Heimerle & Meule firmierte. Im selben Jahr wurde eine Zweigniederlassung in Schwäbisch Gmünd  eingerichtet.

### Nach 1900
Nachdem Friedrich Meule 1900 altersbedingt das Unternehmen verlassen hatte, führte Carl Sebastian Heimerle das Unternehmen gemeinsam mit Friedrich Albach weiter. Nach dem Tod Albachs (1903) kam es zur Auflösung der bisherigen offenen Handelsgesellschaft. Ab Oktober 1904 fungierte das Unternehmen als Einzelfirma mit Heimerle als Alleininhaber. Drei Jahre später zog Heimerle sich zurück und übergab das Unternehmen, das dann wieder als offene Handelsgesellschaft firmierte, an seine beiden Söhne Carl und Alfred Ludwig.
Während des Ersten Weltkriegs fokussierte sich das Unternehmen auf vier Kernbereiche: Edelmetallwiederaufbereitung und -rückgewinnung durch Hitze oder Säurebehandlung von Gekrätz, Gold- und Silberfeinscheidung, Beprobung von Gold, Silber und Platin sowie Legieren von Halbzeugen. Nach dem Tod von Alfred Ludwig Heimerle (1917) führte sein Bruder Carl das Unternehmen allein weiter.
In den 1920er Jahren stellte die Firma neben gold-, silber- und platinhaltigen Legierungen auch Silberlote für die Industrie sowie Zahngold und Amalgame her. Mit dem Amalganom meldete Heimerle + Meule eine Apparatur zum Patent an, die es Zahnärzten ermöglichte, Quecksilber und Edelmetall-Komponenten für die Füllungen präzise zu dosieren. Seit dem 27. Oktober 1923 firmierte das Unternehmen als Aktiengesellschaft Heimerle + Meule. 1927 wurde Ernst Ackermann alleiniger Vorstand und führte das Unternehmen bis zu seinem Tod im Jahr 1960.

### NS-Zeit und Zweiter Weltkrieg
In den 1930er Jahren ließ das Unternehmen mehrere Warenzeichen beim Reichspatentamt eintragen, so etwa die Edelmetalllegierung Econor (1933/34), die Abdruckmasse Saludent (1936/37) und die Goldlegierung Auropladent (1938). 1935 erfolgte die Umwandlung des Unternehmens in eine Kommanditgesellschaft. Eigentümer war Ernst Ackermann. Während des Zweiten Weltkriegs wurde eine kleinere Firma aufgekauft und die Belegschaft wuchs von 60–70 auf 90 Angestellte.
Bei einem Luftangriff im Oktober 1944 wurden sowohl die Fabrik in der Östlichen Karl-Friedrich-Straße als auch die Zweigniederlassung in der Goethestraße vollständig zerstört.

### Nachkriegszeit und Entwicklung bis 2000
Ein Teil der Maschinen war vor dem Angriff von Pforzheim nach Mühlacker verlagert worden, weshalb nach dem Krieg im Jahr 1946 zunächst ein Zweigbetrieb in Mühlacker eröffnet wurde. Im Herbst 1947 lief der Betrieb in Pforzheim wieder an.

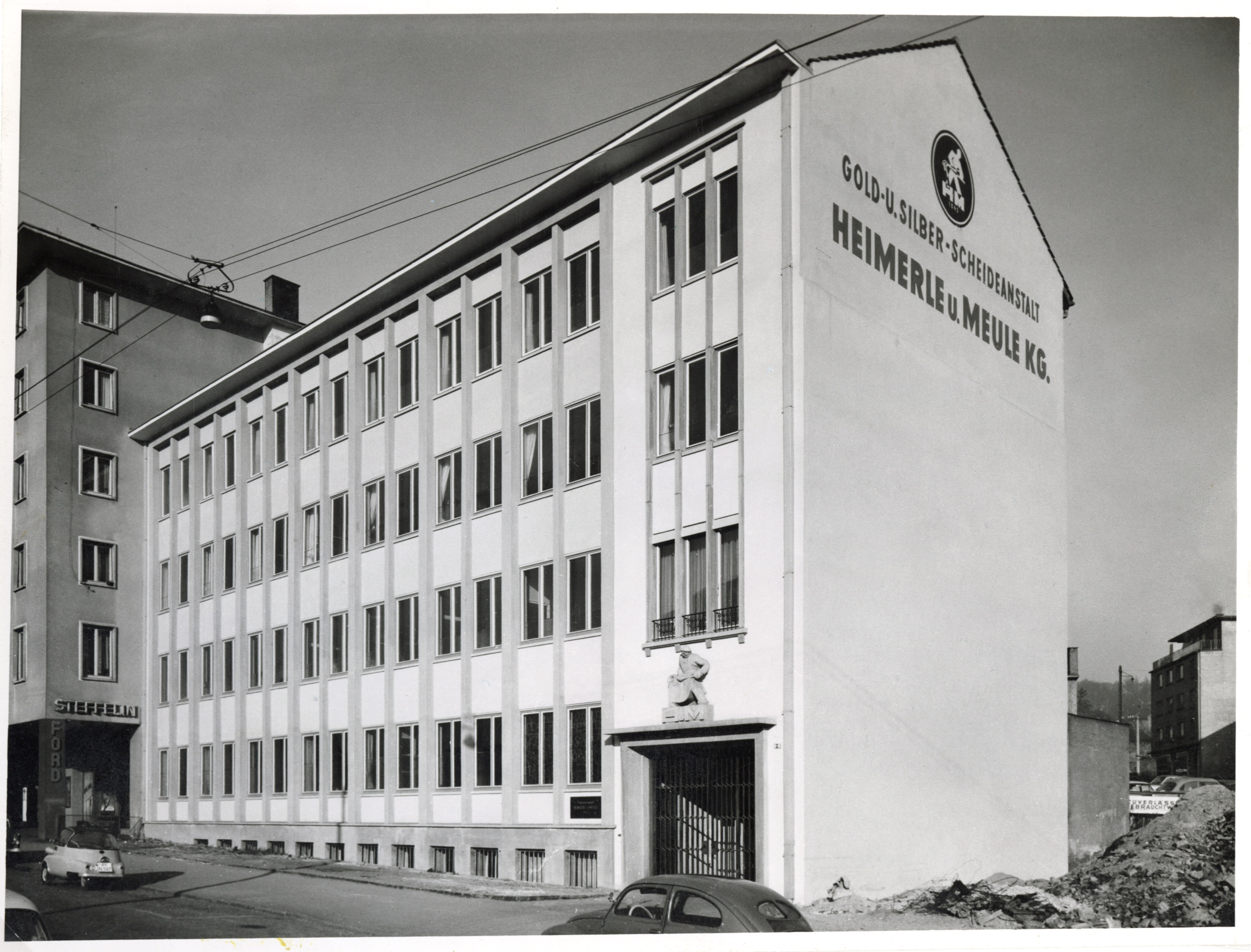
Neue Firmenzentrale in der Durlacherstraße (1953)

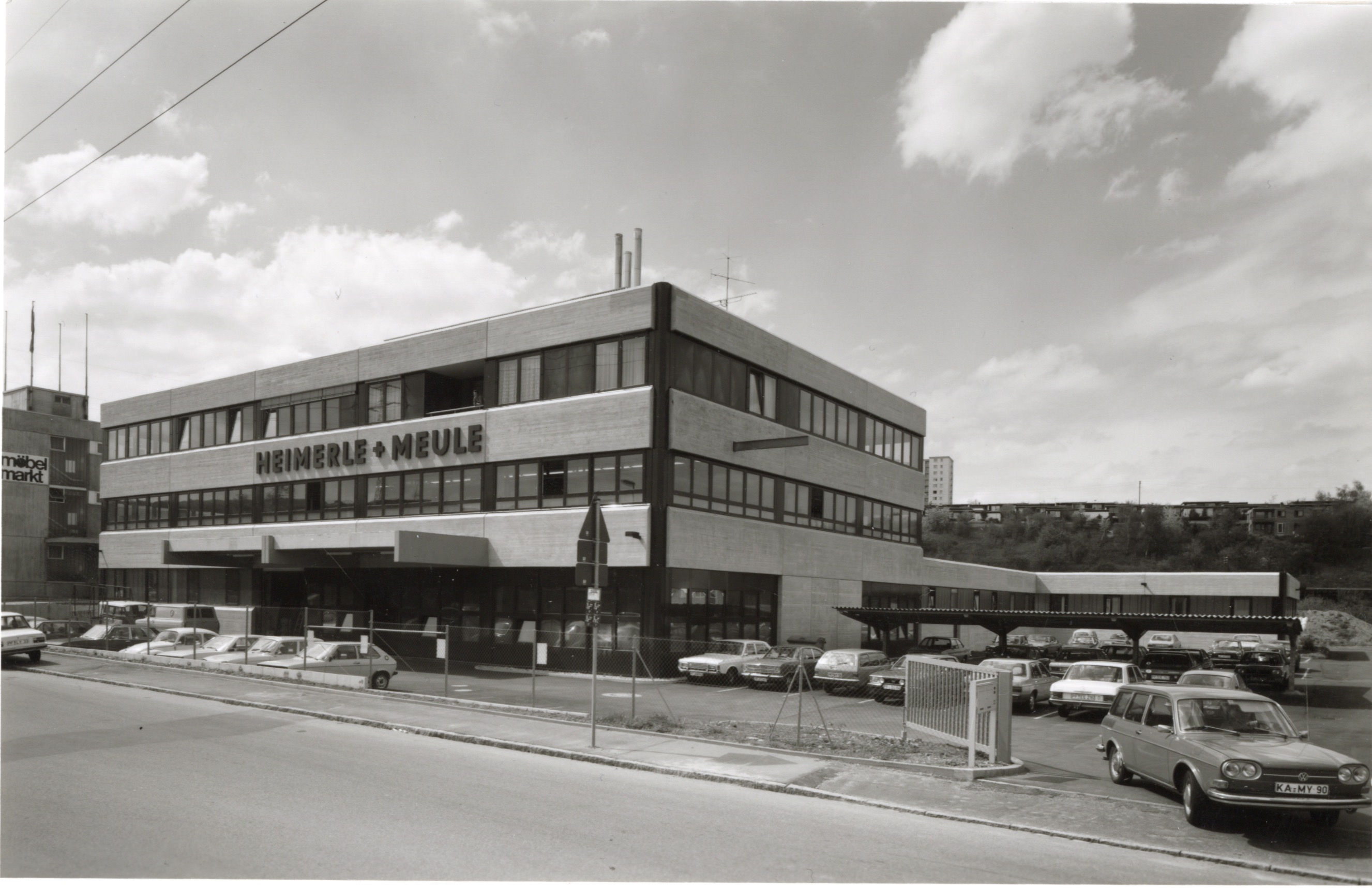
Firmenzentrale der Heimerle + Meule GmbH in der Dennigstraße (1977)

1953 wurde in Pforzheim der neue Betrieb in der Durlacher Straße eröffnet. Der Künstler Edward Mürrle schafft das markante Markenzeichen, den Gießer, als Plastik für den Eingangsbereich. Die lokale Presse feiert den Neubau als moderne „Scheideanstalt ohne Fabrikschornstein“.
Nach dem Tod von Ernst Ackermann im Jahr 1960 wurde der Lübecker Konzern L. Possehl &. Co.  Hauptgesellschafter von Heimerle + Meule, nachdem sich Possehl bereits 1952 finanziell am Unternehmen beteiligt hatte. Der Vertrag sah vor, dass Possehl die Scheideanstalt nach Ackermanns Tod übernahm. Heimerle + Meule wurde zur GmbH mit Ludwig Reinhard als neuem Geschäftsführer.
Zwischen 1963 und 1977 wurde die Produktion in mehreren Etappen ausgebaut.  Ab 1973/74 arbeitete Heimerle + Meule mit dem Stranggussverfahren. 1977 wurden die neuen Betriebsgebäude in der Dennigstraße im Brötzinger Tal bezogen. Ein Jahr später übernahm Wolfgang Hummler die Geschäftsführung.
Zu den wichtigsten Produktfeldern des Unternehmens zählten in den 1990er Jahren Bänder, Drähte, Rohre im Stranggussverfahren, Schmucklegierungen und Dentalgold im Handgussverfahren, Strangguss im Outokumpu-Verfahren für Kontaktlegierungen und für Rohre, z. B. aus Sterlingsilber. In der Sparte „Halbzeug“ wurde ab 1994 eine neue Abteilung aufgebaut: die Abteilung „Ringrohlinge für die Trauringindustrie“. Im Jahr 1997 wird Peter Dorner neuer Geschäftsführer.

### 2001 bis 2018
2001 wurde Possehl Alleingesellschafter und Heimerle + Meule übernahm noch im selben Jahr die Pforzheimer Heraeus Edelmetall Halbzeug GmbH, die die Abteilungen Edelmetall-Handel, Gerätebau, Galvanik und Chemie einbrachte. Der Recycling-Standort am Mühlkanal wurde übernommen und in den kommenden Jahren grundlegend renoviert und aufgewertet (heutiges „Industrierecycling-Center“). Mit der Gründung der Niederlassung in Österreich erweiterte Heimerle + Meule im Jahr 2008 den Produkt-Vertrieb und das Edelmetallrecyling innerhalb Europas. Ab 2011 verstärkte die neue Sparte Investmentprodukte das Portfolio. Von Gussbarren in Feingold und Feinsilber, über geprägte Barren bis hin zu Sarg- und Stangenbarren wurde das Sortiment erweitert.
In der Zeit zwischen 2013 und 2018 übernahm der Mutterkonzern Possehl die aus fünf Tochterunternehmen bestehende Cookson Precious Metals Division (CPM) des  britischen Unternehmens Vesuvius plc. Damit entstand die Heimerle + Meule Group mit neuen Standorten in England, Frankreich, Spanien, Portugal und den Niederlanden. Erster Geschäftsführer der Gruppe wurde Peter Dorner, die operative Geschäftsführung übernahm Georg Steiner. 2014 wurde Thomas Frey Gruppengeschäftsführer. 2018 wurde die britische Weston Beamor Holdings Ltd. übernommen. Mit dem Erwerb der britischen Weston Beamor Holdings Ltd. erweitert sich die Heimerle + Meule Group 2018 um ein weiteres Unternehmen, das Edelmetall verarbeitet.

### Ab 2022
Im März 2022 wurde The Commonwealth Mint als größte private Münzprägeanstalt Großbritanniens ein Teil der Heimerle + Meule Group. Zu Beginn des Jahres 2024 wurde die Reischauer GmbH mit Sitz in Idar-Oberstein Teil der Gruppe. Zudem erwarb das Unternehmen sämtliche Geschäftsanteile an der Royal United Mint von der belgischen Heylen Group, zu der Unternehmen wie die niederländische Royal Dutch Mint, die amerikanische Osborne Coinage, sowie Tools & Dies gehören. Im Sommer 2024 wurde die Heimerle + Meule Group in HM Precious Metals umbenannt.

## Produkte und Dienstleistungen
Heimerle + Meule recycelt edelmetallhaltige Materialien wie Gold- und Silberschmuck, Münzen, Zahngoldlegierungen, Platin- und Palladium-Reststoffe, Tafelsilber, Gekrätze, versilbertes Besteck und Zinngeschirr. Es werden Edelmetalle wie Gold, Silber, Platin, Palladium und Kupfer extrahiert, um sie wieder dem Wirtschaftskreislauf zuzuführen. Außerdem werden edelmetallhaltige Produktionsreststoffe aus der verarbeitenden Industrie verarbeitet, die als Reststoffe aus Branchen stammen wie zum Beispiel Automotive, Elektro, Elektronik, Halbleiter, Glas, Galvanik, Pharma und Petrochemie. 
Im Edelmetall-Handel operiert Heimerle + Meule weltweit an Handelsplätzen zum An- und Verkauf von Edelmetallen und verkauft neben Gold-, Silber-, Platin- und Palladium-Barren auch die Edelmetalle Rhodium, Iridium und Ruthenium. Aus Halbzeugen in verschiedenen Gold-, Silber-, Platin- und Palladiumlegierungen werden Bänder, Bleche, Drähte, Rohre, Armreif- und Ringrohlinge sowie in Sonderformen gefertigt. Auch Technik-Halbzeuge und Kontaktwerkstoffe werden hergestellt, darunter Bänder, Drähte, Rohre, Stangen, Anoden und EM-Salze sowie individuelle Targets für die Sputtertechnologie. 
Außerdem produziert das Unternehmen Galvanochemikalien und Edelmetall-Präparate zur Oberflächenbeschichtung und entwickelt Galvanogeräte und Galvanoanlagen. Die Lohngalvanik umfasst individuelle Verfahren in der Band- und Gestellgalvanik, ergänzt durch PVD-Beschichtungen.